# Михайло Михайлович Вишневецький
Князь Миха́йло Миха́йлович Вишневе́цький (бл. 1575 — початок 1616) — руський князь, державний та військовий діяч Речі Посполитої. Син Михайла Вишневецького, батько Яреми Михайла Вишневецького. Член Львівського братства. Йому як покровителю православ'я присвятив свій «Тренос» Мелетій Смотрицький.

## Життєпис
Михайло Вишневецький брав участь у придушенні повстання Наливайка: разом з Єжи (Юрієм) Струсем, Кириком Ружинським командував загоном, який Станіслав Жолкевський відправив до Горошина.
Мав посаду старости овруцького. Посідав також староство у Кам'янці-Струмиловій (запис 1608 року). Брав участь у молдавських магнатських війнах та польсько-московських війнах Смутних часів. Був власником Рохманова, Ромен (відібране поляками, син Ярема відбив у магната Адама Казановського), розбудував місто Лубни, заснував Густинський і Ладанський монастирі. За його правління Лубни стали містом, де почалося вербування військ для походу на Москву Лжедмитрія І.
Князь Юрій Іванович Чорторийський продав йому Вишнівець після розлучення з дружиною Анною Заславською. Розширив свої задніпровські володіння коштом повернутих від Московського царства володінь, відбивши у нього Путивль, Прилуки, Сенчу, Ромни, Лохвицю.
25 травня 1603 р. в Сучаві уклав шлюб з Раїною Могилянкою — донькою господаря Молдови Єремії Могили.
Разом з Стефаном Потоцьким, князем Самійлом Корецьким здійснив походи до Молдови заради захоплення престолу князівства братами своєї дружини — Константином (1607 р.), Олександром Могилами (1615 р.).
1614 року не без впливу дружини записався до Львівського братства.
На час останнього походу можливо був отруєний у Молдавії православним ченцем під час таїнства причастя. Був похований у родовому маєтку у Вишнівці (у церкві перед замком).

## Нащадки
|  |  | Князь Михайло Вишневецький каштелян Брацлавський, каштелян Київський, староста Черкаський, Канівський, Любецький та Лоївський народ. 1529 † 1584 | Князь Михайло Вишневецький каштелян Брацлавський, каштелян Київський, староста Черкаський, Канівський, Любецький та Лоївський народ. 1529 † 1584 |  |  |  |  |  |  | Гальшка Зеновичівна † бл. 1594 | Гальшка Зеновичівна † бл. 1594 |  |  |
|  |  | | |  |  |  |  |  |  |                                |                                |  |  |
|  |  | | |  |  |  |  |  |  |                                |                                |  |  |
|  |  | | |  |  |  |  |  |  |                                |                                |  |  |

| | | Раїна Могилянка нар. 1588 † після 18 січня 1619 OO перед 1606 | Раїна Могилянка нар. 1588 † після 18 січня 1619 OO перед 1606 | Князь Михайло Вишневецький Староста Овруцький нар. ? † перед 1616 | Князь Михайло Вишневецький Староста Овруцький нар. ? † перед 1616 |                  |                  |  |  |
| | |                                                               |                                                               |                                                                   |                                                                   |                  |                  |  |  |
| | |                                                               |                                                               |                                                                   |                                                                   |                  |                  |  |  |
| Князь Ярема Михаїл Вишневецький воєвода руський, староста Перемишльський, Новотарський, Гадяцький та Канівський нар. 1612 † 22 серпня 1651 | Князь Ярема Михаїл Вишневецький воєвода руський, староста Перемишльський, Новотарський, Гадяцький та Канівський нар. 1612 † 22 серпня 1651 | Олександр Роман Вишневецький † 1629                           | Олександр Роман Вишневецький † 1629                           | Юрій Христофор (Єжи Кшиштоф) Вишневецький † 1629                  | Юрій Христофор (Єжи Кшиштоф) Вишневецький † 1629                  | Анна Вишневецька | Анна Вишневецька |  |  |